# コム・オンボ
座標: 北緯24度28分 東経32度57分 / 北緯24.467度 東経32.950度
コム・オンボ（Kom Ombo, アラビア語: كوم أمبو）は、農業が盛んなエジプトの町。ナイル川沿いにアスワンから北約50kmに位置する。元々はヌブトと呼ばれた町であり、ヌビアからのナイル川の通商路としてあった。町の名は、古代ギリシア人が“オンボス”と呼んだことに由来する。
現在は、サトウキビやトウモロコシの生産が盛んである。ワニの頭のセベク神とハヤブサの頭のハロエリス神（ホルス神の地域名）に捧げられた、珍しい二重構造をもつコム・オンボ神殿がある。